# PBK
PBK (англ. PDZ binding kinase) – білок, який кодується однойменним геном, розташованим у людей на короткому плечі 8-ї хромосоми. Довжина поліпептидного ланцюга білка становить 322 амінокислот, а молекулярна маса — 36 085.
| 10         |  | 20         |  | 30         |  | 40         |  | 50         |
| ---------- |  | ---------- |  | ---------- |  | ---------- |  | ---------- |
| MEGISNFKTP |  | SKLSEKKKSV |  | LCSTPTINIP |  | ASPFMQKLGF |  | GTGVNVYLMK |
| RSPRGLSHSP |  | WAVKKINPIC |  | NDHYRSVYQK |  | RLMDEAKILK |  | SLHHPNIVGY |
| RAFTEANDGS |  | LCLAMEYGGE |  | KSLNDLIEER |  | YKASQDPFPA |  | AIILKVALNM |
| ARGLKYLHQE |  | KKLLHGDIKS |  | SNVVIKGDFE |  | TIKICDVGVS |  | LPLDENMTVT |
| DPEACYIGTE |  | PWKPKEAVEE |  | NGVITDKADI |  | FAFGLTLWEM |  | MTLSIPHINL |
| SNDDDDEDKT |  | FDESDFDDEA |  | YYAALGTRPP |  | INMEELDESY |  | QKVIELFSVC |
| TNEDPKDRPS |  | AAHIVEALET |  | DV         |  |            |  |            |

A: Аланін

C: Цистеїн

D: Аспарагінова кислота

E: Глутамінова кислота

F: Фенілаланін

G: Гліцин

H: Гістидин

I: Ізолейцин

K: Лізин

L: Лейцин

M: Метіонін

N: Аспарагін

P: Пролін

Q: Глутамін

R: Аргінін

S: Серин

T: Треонін

V: Валін

W: Триптофан

Кодований геном білок за функціями належить до трансфераз, кіназ, серин/треонінових протеїнкіназ, фосфопротеїнів. 
Задіяний у таких біологічних процесах, як ацетилювання, альтернативний сплайсинг. 
Білок має сайт для зв'язування з АТФ, нуклеотидами. 